# 19.ª etapa del Tour de Francia 2022
La 19.ª etapa del Tour de Francia 2022 tuvo lugar el 22 de julio de 2022 entre Castelnau-Magnoac y Cahors sobre un recorrido de 188,3 km. El vencedor fue el francés Christophe Laporte del Jumbo-Visma y el danés Jonas Vingegaard mantuvo el liderato.

## Clasificación de la etapa
| Castelnau-Magnoac - Cahors | etapa llana | (188,3 km) |

| \| Clasificación de la etapa \| Clasificación de la etapa \| Clasificación de la etapa \| Clasificación de la etapa \| Clasificación de la etapa \| \| Ciclista \| Ciclista \| Equipo \| Tiempo \| \| \| ------------------------- \| ------------------------- \| ------------------------- \| ------------------------- \| ------------------------- \| \| 1.º \| Christophe Laporte \| Jumbo-Visma \| 3 h 52 min 04 s \| \| \| 2.º \| Jasper Philipsen \| Alpecin-Deceuninck \| + 1 s \| \| \| 3.º \| Alberto Dainese \| Team DSM \| + 1 s \| \| \| 4.º \| Florian Sénéchal \| Quick-Step Alpha Vinyl \| + 1 s \| \| \| 5.º \| Tadej Pogačar \| UAE Team Emirates \| + 1 s \| \| \| 6.º \| Amaury Capiot \| Arkéa-Samsic \| + 1 s \| \| \| 7.º \| Dylan Groenewegen \| BikeExchange-Jayco \| + 1 s \| \| \| 8.º \| Hugo Hofstetter \| Arkéa-Samsic \| + 1 s \| \| \| 9.º \| Luka Mezgec \| BikeExchange-Jayco \| + 1 s \| \| \| 10.º \| Caleb Ewan \| Lotto-Soudal \| + 1 s \| \| |                    |                        |                 |
| |                    |                        |                 |
| Fuente: ProCyclingStats |                    |                        |                 |
| Clasificación de la etapa |                    |                        |                 |
| Ciclista | Ciclista           | Equipo                 | Tiempo          |
| 1.º | Christophe Laporte | Jumbo-Visma            | 3 h 52 min 04 s |
| 2.º | Jasper Philipsen   | Alpecin-Deceuninck     | + 1 s           |
| 3.º | Alberto Dainese    | Team DSM               | + 1 s           |
| 4.º | Florian Sénéchal   | Quick-Step Alpha Vinyl | + 1 s           |
| 5.º | Tadej Pogačar      | UAE Team Emirates      | + 1 s           |
| 6.º | Amaury Capiot      | Arkéa-Samsic           | + 1 s           |
| 7.º | Dylan Groenewegen  | BikeExchange-Jayco     | + 1 s           |
| 8.º | Hugo Hofstetter    | Arkéa-Samsic           | + 1 s           |
| 9.º | Luka Mezgec        | BikeExchange-Jayco     | + 1 s           |
| 10.º | Caleb Ewan         | Lotto-Soudal           | + 1 s           |

## Clasificaciones al final de la etapa

### Clasificación general(Maillot Jaune)
| \| Clasificación general \| Clasificación general \| Clasificación general \| Clasificación general \| Clasificación general \| \| Ciclista \| Ciclista \| Equipo \| Tiempo \| \| \| --------------------- \| --------------------- \| ---------------------------------- \| --------------------- \| --------------------- \| \| 1.º \| Jonas Vingegaard \| Jumbo-Visma \| 75 h 45 min 44 s \| \| \| 2.º \| Tadej Pogačar \| UAE Team Emirates \| + 3 min 26 s \| \| \| 3.º \| Geraint Thomas \| Ineos Grenadiers \| + 8 min 00 s \| \| \| 4.º \| David Gaudu \| Groupama-FDJ \| + 11 min 05 s \| \| \| 5.º \| Nairo Quintana \| Arkéa-Samsic \| + 13 min 35 s \| \| \| 6.º \| Louis Meintjes \| Intermarché-Wanty-Gobert Matériaux \| + 13 min 43 s \| \| \| 7.º \| Aleksandr Vlásov \| Bora-Hansgrohe \| + 14 min 10 s \| \| \| 8.º \| Romain Bardet \| Team DSM \| + 16 min 11 s \| \| \| 9.º \| Alexéi Lutsenko \| Astana Qazaqstan Team \| + 20 min 24 s \| \| \| 10.º \| Adam Yates \| Ineos Grenadiers \| + 20 min 32 s \| \| |                  |                                    |                  |
| |                  |                                    |                  |
| Fuente: ProCyclingStats |                  |                                    |                  |
| Clasificación general |                  |                                    |                  |
| Ciclista | Ciclista         | Equipo                             | Tiempo           |
| 1.º | Jonas Vingegaard | Jumbo-Visma                        | 75 h 45 min 44 s |
| 2.º | Tadej Pogačar    | UAE Team Emirates                  | + 3 min 26 s     |
| 3.º | Geraint Thomas   | Ineos Grenadiers                   | + 8 min 00 s     |
| 4.º | David Gaudu      | Groupama-FDJ                       | + 11 min 05 s    |
| 5.º | Nairo Quintana   | Arkéa-Samsic                       | + 13 min 35 s    |
| 6.º | Louis Meintjes   | Intermarché-Wanty-Gobert Matériaux | + 13 min 43 s    |
| 7.º | Aleksandr Vlásov | Bora-Hansgrohe                     | + 14 min 10 s    |
| 8.º | Romain Bardet    | Team DSM                           | + 16 min 11 s    |
| 9.º | Alexéi Lutsenko  | Astana Qazaqstan Team              | + 20 min 24 s    |
| 10.º | Adam Yates       | Ineos Grenadiers                   | + 20 min 32 s    |

### Clasificación por puntos(Maillot Vert)
| Clasificación por puntos | Clasificación por puntos | Clasificación por puntos | Clasificación por puntos | Clasificación por puntos |
| Ciclista                 | Ciclista                 | Equipo                   | Puntos                   |                          |
| ------------------------ | ------------------------ | ------------------------ | ------------------------ | ------------------------ |
| 1.º                      | Wout van Aert            | Jumbo-Visma              | 460 pts                  |                          |
| 2.º                      | Jasper Philipsen         | Alpecin-Deceuninck       | 236 pts                  |                          |
| 3.º                      | Tadej Pogačar            | UAE Team Emirates        | 235 pts                  |                          |
| 4.º                      | Christophe Laporte       | Jumbo-Visma              | 171 pts                  |                          |
| 5.º                      | Mads Pedersen            | Trek-Segafredo           | 158 pts                  |                          |
| 6.º                      | Fabio Jakobsen           | Quick-Step Alpha Vinyl   | 155 pts                  |                          |
| 7.º                      | Jonas Vingegaard         | Jumbo-Visma              | 140 pts                  |                          |
| 8.º                      | Michael Matthews         | BikeExchange-Jayco       | 133 pts                  |                          |
| 9.º                      | Peter Sagan              | TotalEnergies            | 104 pts                  |                          |
| 10.º                     | Dylan Groenewegen        | BikeExchange-Jayco       | 86 pts                   |                          |

### Clasificación de la montaña(Maillot à Pois Rouges)
| Clasificación de la montaña | Clasificación de la montaña | Clasificación de la montaña        | Clasificación de la montaña | Clasificación de la montaña |
| Ciclista                    | Ciclista                    | Equipo                             | Puntos                      |                             |
| --------------------------- | --------------------------- | ---------------------------------- | --------------------------- | --------------------------- |
| 1.º                         | Jonas Vingegaard            | Jumbo-Visma                        | 72 pts                      |                             |
| 2.º                         | Simon Geschke               | Cofidis                            | 64 pts                      |                             |
| 3.º                         | Giulio Ciccone              | Trek-Segafredo                     | 61 pts                      |                             |
| 4.º                         | Tadej Pogačar               | UAE Team Emirates                  | 61 pts                      |                             |
| 5.º                         | Wout van Aert               | Jumbo-Visma                        | 59 pts                      |                             |
| 6.º                         | Thibaut Pinot               | Groupama-FDJ                       | 52 pts                      |                             |
| 7.º                         | Louis Meintjes              | Intermarché-Wanty-Gobert Matériaux | 39 pts                      |                             |
| 8.º                         | Neilson Powless             | EF Education-EasyPost              | 37 pts                      |                             |
| 9.º                         | Pierre Latour               | TotalEnergies                      | 35 pts                      |                             |
| 10.º                        | Geraint Thomas              | Ineos Grenadiers                   | 32 pts                      |                             |

### Clasificación del mejor joven(Maillot Blanc)
| Clasificación del mejor joven | Clasificación del mejor joven | Clasificación del mejor joven      | Clasificación del mejor joven | Clasificación del mejor joven |
| Ciclista                      | Ciclista                      | Equipo                             | Tiempo                        |                               |
| ----------------------------- | ----------------------------- | ---------------------------------- | ----------------------------- | ----------------------------- |
| 1.º                           | Tadej Pogačar                 | UAE Team Emirates                  | 75 h 49 min 05 s              |                               |
| 2.º                           | Thomas Pidcock                | Ineos Grenadiers                   | + 51 min 26 s                 |                               |
| 3.º                           | Brandon McNulty               | UAE Team Emirates                  | + 1 h 22 min 39 s             |                               |
| 4.º                           | Matteo Jorgenson              | Movistar Team                      | + 1 h 28 min 20 s             |                               |
| 5.º                           | Andreas Leknessund            | Team DSM                           | + 1 h 52 min 19 s             |                               |
| 6.º                           | Michael Storer                | Groupama-FDJ                       | + 2 h 15 min 22 s             |                               |
| 7.º                           | Georg Zimmermann              | Intermarché-Wanty-Gobert Matériaux | + 2 h 30 min 37 s             |                               |
| 8.º                           | Kevin Geniets                 | Groupama-FDJ                       | + 2 h 41 min 51 s             |                               |
| 9.º                           | Fred Wright                   | Bahrain Victorious                 | + 3 h 00 min 20 s             |                               |
| 10.º                          | Quinn Simmons                 | Trek-Segafredo                     | + 3 h 19 min 09 s             |                               |

### Clasificación por equipos(Classement par Équipe)
| Clasificación por equipos | Clasificación por equipos | Clasificación por equipos | Clasificación por equipos |
| Equipo                    | Equipo                    | Tiempo                    |                           |
| ------------------------- | ------------------------- | ------------------------- | ------------------------- |
| 1.º                       | Ineos Grenadiers          | 227 h 39 min 23 s         |                           |
| 2.º                       | Groupama-FDJ              | + 32 min 37 s             |                           |
| 3.º                       | Jumbo-Visma               | + 42 min 16 s             |                           |
| 4.º                       | Bora-Hansgrohe            | + 1 h 45 min 33 s         |                           |
| 5.º                       | Movistar Team             | + 2 h 00 min 51 s         |                           |
| 6.º                       | UAE Team Emirates         | + 2 h 11 min 58 s         |                           |
| 7.º                       | Bahrain Victorious        | + 2 h 55 min 55 s         |                           |
| 8.º                       | Team DSM                  | + 3 h 18 min 51 s         |                           |
| 9.º                       | Israel-Premier Tech       | + 3 h 48 min 11 s         |                           |
| 10.º                      | Arkéa-Samsic              | + 3 h 49 min 10 s         |                           |

## Abandonos
Enric Mas no tomó la salida tras haber dado positivo en COVID-19.